# Jérémy Cabot
Jérémy Cabot (Troyes, 24 de julho de 1991) é um ciclista profissional francês membro da equipa Team TotalEnergies.

## Trajetória
Em 2021 disputou o Tour de France, sendo sua primeira grande volta.

## Palmarés
- 2019
  - Paris-Troyes

## Resultados em Grandes Voltas
| Corrida | Corrida         | 2017 | 2018 | 2019 | 2020 | 2021  | 2022 |
| ------- | --------------- | ---- | ---- | ---- | ---- | ----- | ---- |
|         | Giro d'Italia   | —    | —    | —    | —    | —     | —    |
|         | Tour de France  | —    | —    | —    | —    | 132.º | —    |
|         | Volta a Espanha | —    | —    | —    | —    | —     | —    |

—: não participa
Ab.: abandono

## Equipas
- Roubaix Lille Métropole (2017-2018)
- Total (2020-)
  - Team Total Direct Energie (2020-6.2021)
  - Team TotalEnergies (6.2021-)